# Championnat d'Islande de football de deuxième division 2011
Navigation
Saison précédente Saison suivante
Le Championnat d'Islande de football D2 2011 est la 57e édition du championnat de D2 islandaise. 
L'ÍA Akranes remporte le titre après avoir passé trois saisons en deuxième division. L'ÍA Akranes et l'UMF Selfoss accèdent à l'élite islandaise pour la saison 2012.
Le Grótta Seltjarnarnes et l'HK Kopavogur descendent en 2. deild karla pour la saison 2012. 

## Les 12 clubs participants
- BÍ/Bolungarvík (P)
- Fjölnir Reykjavík
- Grótta Seltjarnarnes
- Haukar Hafnarfjörður (R)
- HK Kopavogur
- ÍA Akranes
- IR Reykjavik
- KA Akureyri
- Leiknir Reykjavík
- Thróttur Reykjavík
- UMF Selfoss (R)
- Vikingur Ólafsvík (P)

(R) Relégué de Landsbankadeild 

(P) Promu de 2. deild karla 

## Classement
| #  | Club                 | Joués | Gagnés | Nuls | Perdus | Buts pour | Buts contre | Diff. de buts | Points |                              |
| -- | -------------------- | ----- | ------ | ---- | ------ | --------- | ----------- | ------------- | ------ | ---------------------------- |
| 1  | ÍA Akranes           | 22    | 16     | 3    | 3      | 53        | 17          | +36           | 51     | Promu en Pepsi Deildin karla |
| 2  | UMF Selfoss          | 22    | 15     | 2    | 5      | 44        | 22          | +22           | 47     | Promu en Pepsi Deildin karla |
| 3  | Haukar Hafnarfjörður | 22    | 10     | 6    | 6      | 33        | 23          | +10           | 36     |                              |
| 4  | Vikingur Ólafsvík    | 22    | 10     | 4    | 8      | 35        | 26          | +9            | 34     |                              |
| 5  | Fjölnir Reykjavík    | 22    | 8      | 8    | 6      | 34        | 38          | -4            | 32     |                              |
| 6  | BÍ/Bolungarvík       | 22    | 9      | 4    | 9      | 27        | 37          | -10           | 31     |                              |
| 7  | Thróttur Reykjavík   | 22    | 9      | 3    | 10     | 34        | 45          | -11           | 30     |                              |
| 8  | KA Akureyri          | 22    | 9      | 2    | 11     | 32        | 40          | -8            | 29     |                              |
| 9  | IR Reykjavik         | 22    | 6      | 4    | 12     | 27        | 42          | -15           | 22     |                              |
| 10 | Leiknir Reykjavík    | 22    | 5      | 5    | 12     | 31        | 32          | -1            | 20     |                              |
| 11 | Grótta Seltjarnarnes | 22    | 4      | 8    | 10     | 16        | 29          | -13           | 20     | Relégué en 2. deild karla    |
| 12 | HK Kopavogur         | 22    | 3      | 7    | 12     | 23        | 38          | -15           | 16     | Relégué en 2. deild karla    |

## Clubs Champion, relégués et promus

### Champion de 1. deild karla 2011
- ÍA Akranes

### Promus enPepsi-deildin karla
Deux clubs sont promus de 1. deild karla pour la saison 2012 :
- ÍA Akranes (Champion)
- UMF Selfoss (Vice-champion)

### Relégués en2. deild karla
Deux clubs sont relégués de 1. deild karla pour la saison 2012 :
- Grótta Seltjarnarnes
- HK Kopavogur